# Georg Böös
Ernst Georg Böös, född 22 februari 1882 i Östra Vingåkers socken, död 9 maj 1950 i Göteborg, var en svensk botaniker och skolman.
Georg Böös var son till godsförvaltaren Rudolf Böös och Helene Mertens. Efter mogenhetsexamen i Lund 1901 blev Böös farmacie kandidat 1905, 1906 student vid Lunds universitet, 1910 filosofie magister, 1916 filosofie licentiat och 1917 filosofie doktor där. Böös var 1912–1916 adjunkt vid Linköpings realskola och 1916–1921 adjunkt vid Högre realläroverket i Göteborg samt från 1921 lektor i biologi vid Högre latinläroverket i Göteborg. Han undervisade även vid Göteborgs högre samskola och Göteborgs handelsinstitut.
Som vetenskapsman ägnade sig Böös främst åt embryologin där han gjorde uppmärksammande undersökningar av partenogenesen inom släktet Alchemilla. Därutöver utgav han flera läroböcker i botanik och kemi för läroverken.